# Rumslindssläktet
Rumslindssläktet (Sparrmannia) är ett släkte i familjen malvaväxter med fyra arter som förekommer i södra Afrika och på Madagaskar. En art, rumslind (S. africana), odlas som krukväxt i Sverige.
Släktet består av buskar med stjärnhår. Bladen är skaftade, strödda med tre- till femflikiga, tandade bladskivor. Stipler finns. Blommorna kommer i flockar som sitter mitt emot bladen. De är fyrtaliga med avfallande foderblad och vita till purpur kronblad. Ståndarna är talrika. Frukten är en uppsprickande kapsel som är täckt med taggar.
Släktet har fått sitt namn efter naturforskaren Anders Sparrman (1748–1820). Observera att det vetenskapliga namnet stavas med två "n".